# Ousmane Drame
Ousmane Drame (nacido el 15 de diciembre de 1993 en Boston, Massachusetts) es un jugador de baloncesto estadounidense con nacionalidad de Guinea, que pertenece a la plantilla del Stelmet Zielona Gora de la Polska Liga Koszykówki. Con 2,06 metros de estatura, juega en la posición de pívot.

## Trayectoria deportiva
El jugador guineano tiene pasaporte Cotonú y ha jugado las últimas tres temporadas en la NCAA americana. Con la Universidad de Quinnipiac, de Connectitut, Drame se convirtió en uno de los jugadores más importantes de los 'Bobcats' siendo el segundo máximo anotador del equipo con 14.9 puntos por partido y el máximo reboteador con una media de 11,22 rebotes por noche en los 30 partidos en la temporada 2014/15. Ha promediado 14,9 puntos, 11,2 rebotes y 2,9 tapones en la NCAA.
Con tan sólo 22 años, la intimidación y la capacidad reboteadora son sus dos grandes cartas de presentación tal y como demuestra el título de Jugador defensivo del año en la MAAC, su conferencia en EE. UU..
En el verano de 2015 probó con los Washington Wizards. 
En septiembre de 2015 fichó por el FIATC Joventut de la liga ACB.
Tras jugar en España, en las siguientes temporadas jugaría en Turquía en las filas del Samsunspor DSI y en el Ironi Nahariya de Israel.
En 2018, regresa a Estados Unidos para jugar la NBA G-League con Westchester Knicks.
Con la mitad de la temporada iniciada, firma por el BK Ventspils de Letonia.
En la temporada 2019-20, firma por el BCM Gravelines de la LNB Pro A y acabaría en el EB Pau-Orthez, de la misma liga en el que jugaría durante temporada y media.
El 17 de enero de 2022, firma por el Stelmet Zielona Gora de la Polska Liga Koszykówki.